# 苗店镇
苗店镇，是中华人民共和国河南省南阳市社旗县下辖的一个乡镇级行政单位。

## 行政区划
苗店镇下辖以下地区：
苗店村、石塔寺村、老贺庄村、张营村、司庄村、邱庄村、赵岗村、老沟刘村、曹台村、八里苗村、曹岗村、夏庄村、老魏庄村、杨岗村、长岗镇村、万田岗村和西丹村。